# Шванебах, Фридрих Антонович
Фри́дрих Анто́нович Шва́неба́х (Федор Антонович; 1828—1878) — российский генерал-майор, участник Кавказской войны.

## Биография
Родился 9 (21) июня 1828 года. Сын полковника и статского советника А. А. Шванебаха (1800—1889) и его супруги Каролины Христофоровны, урожд. Брикнер (1804—1892), брат инженер-генерала Б. А. Шванебаха. Родной брат его бабушки по материнской линии — Каролины Маргариты фон Икскюль (в замуж. Брикнер; 1778—1848) — Борис Васильевич Икскуль. 
Поступив в 1842 году в кондукторскую роту Николаевского инженерного училища, он 12 августа 1846 года был произведён в полевые инженер-прапорщики с оставлением при том же училище в нижнем офицерском классе. По окончании полного курса наук 15 июня 1848 года он поступил в лейб-гвардии Сапёрный батальон, 6 декабря 1850 года произведён в подпоручики и ровно через два года получил чин поручика. Первые инженерные работы его у города Николаева и деревни Бронной в 1855 году были отмечены Высочайшим благоволением.
25 января 1856 года, в чине штабс-капитана (с 6 декабря 1855 года), Шванебах был назначен адъютантом к великому князю Николаю Николаевичу Старшему, генерал-инспектору по инженерной части.
Будучи командирован в 1858 году на Кавказ в отряд, работавший по проложению просек и дорог в окрестностях Владикавказа, Назрани, Нестеровского поста и по Чёрным горам Малой Чечни, он участвовал в покорении последних немирных аулов Малой и Большой Чечни. 30 августа 1860 года произведён в капитаны.
По производстве 23 апреля 1861 года в полковники, Шванебах был последовательно с 25 мая 1863 года командиром Гренадерского сапёрного Великого князя Петра Николаевича батальона, а затем с 7 сентября 1866 года командиром 88-го пехотного Петровского полка.
За отличие по службе он 30 августа 1870 года был произведён в генерал-майоры с зачислением по армейской пехоте и прикомандированием к 22-й пехотной дивизии, с 1871 года был прикомандирован к 27-й пехотной дивизии.
В 1873 году Шванебах был назначен командиром 2-й бригады 27-й дивизии; 30 августа 1876 года ему был пожалован орден Св. Анны 1-й степени, 6 апреля 1878 года он был назначен командующим 29-й пехотной дивизией.
Скончался 1 (13) августа 1878 года в Майоренгофе близ Риги, похоронен на Яковлевском кладбище.

## Семья
Был женат (с 1862) на Анетте Эмилии (Анне Иосифовне) Заржецкой (1838—1914).
Сыновья:
- Эммануил Вольдемар Фёдорович фон Шванебах (1866—1904), офицер РИА[8]. Был женат на Ольге Николаевне Бобриковой (1869—1933), дочери Н.И.Бобрикова, государственного деятеля, финляндского генерал-губернатора. Ольга Николаевна погибла в Соловецком лагере. Их сын — Борис Эммануилович Шванебах (1903—1981), с 1922 года служил в РККА, преподавал на военном факультете 2-го Московского педагогического института иностранных языков, в Военном институте иностранных языков[9].
- Федор Федорович фон Шванебах (Теодор Шванебах; 1874—1949), художник, маринист.

Двоюродный брат Фридриха Шванебаха (родными братьями были их отцы) — Пётр Христианович Шванебах — крупный чиновник николаевского времени. В чине действительного тайного советника был членом Государственного Совета (с 26 октября 1905 года) и занимал министерский пост Государственного контролёра России (с 24 апреля 1906 по 13 июня 1907 года).

## Награды
- Орден Св. Станислава 2-й ст. (1857, императорская корона к ордену в 1860)
- Орден Св. Владимира 4-й ст. с мечами и бантом (1859)
- Орден Св. Анны 2-й ст. (1862, императорская корона к ордену в 1864)
- Орден Св. Владимира 3-й ст. (1868)
- Орден Св. Станислава 1-й ст. (1873)
- Орден Св. Анны 1-й ст. (30 августа 1876)